# Гайльброннер Фалькен
«Гайльброннер Фалькен» (нім. Heilbronner Falken; МФА: [haɪ̯lˌbʁɔnɐ ˈfalkn̩], вимоваⓘ) — хокейний клуб із міста Гайльбронн, Німеччина. Заснований у 1980 році. Виступає в Оберлізі Південь.

## Історія
Клуб «Гайльброннер Фалькен» заснований у 1980 році, до 1985 року виступав у регіональних лігах Німеччини. З 1985 року виступає в Оберлізі, а з 1987 по 1989 роки виступав у Другій Бундеслізі.
З 2003  року сучасна назва команди.
З 2013 по 2023 роки клуб грав у Другій Німецькій хокейній лізі.

## Домашня арена
Спортивна арена «Айсштадіон» відкрита в листопаді 2002 року. Стадіон вміщує 4000 глядачів.